# Muzaffar al-din Shah Qajar
Muzaffar al-din Shah Qajar, född 1853, död 1907, persiska: مظفرالدين شاه قاجار, var den femte shahen i den qajariska dynastin i Persien. Han regerade mellan åren 1896 och 1907. Under hans regeringstid introducerades biografen i Persien och formulerades landets första konstitution. Han är ihågkommen som en tämligen ineffektiv regent som ofta hade dålig hälsa.

## Utmärkelser
- Riddare av Gyllene skinnets orden
- Sankt Stanislausorden, första klassen
- Rumänska Stjärnans orden
- Andreasorden
- Annunziataorden
- Vita örnens orden
- Storkorset av Leopoldsorden
- Sankt Annas orden, första klass
- Riddare av Sankt Alexander Nevskij-orden
- Svarta örns orden
- Strumpebandsorden

[Redigera Wikidata]